# Garbenmesser

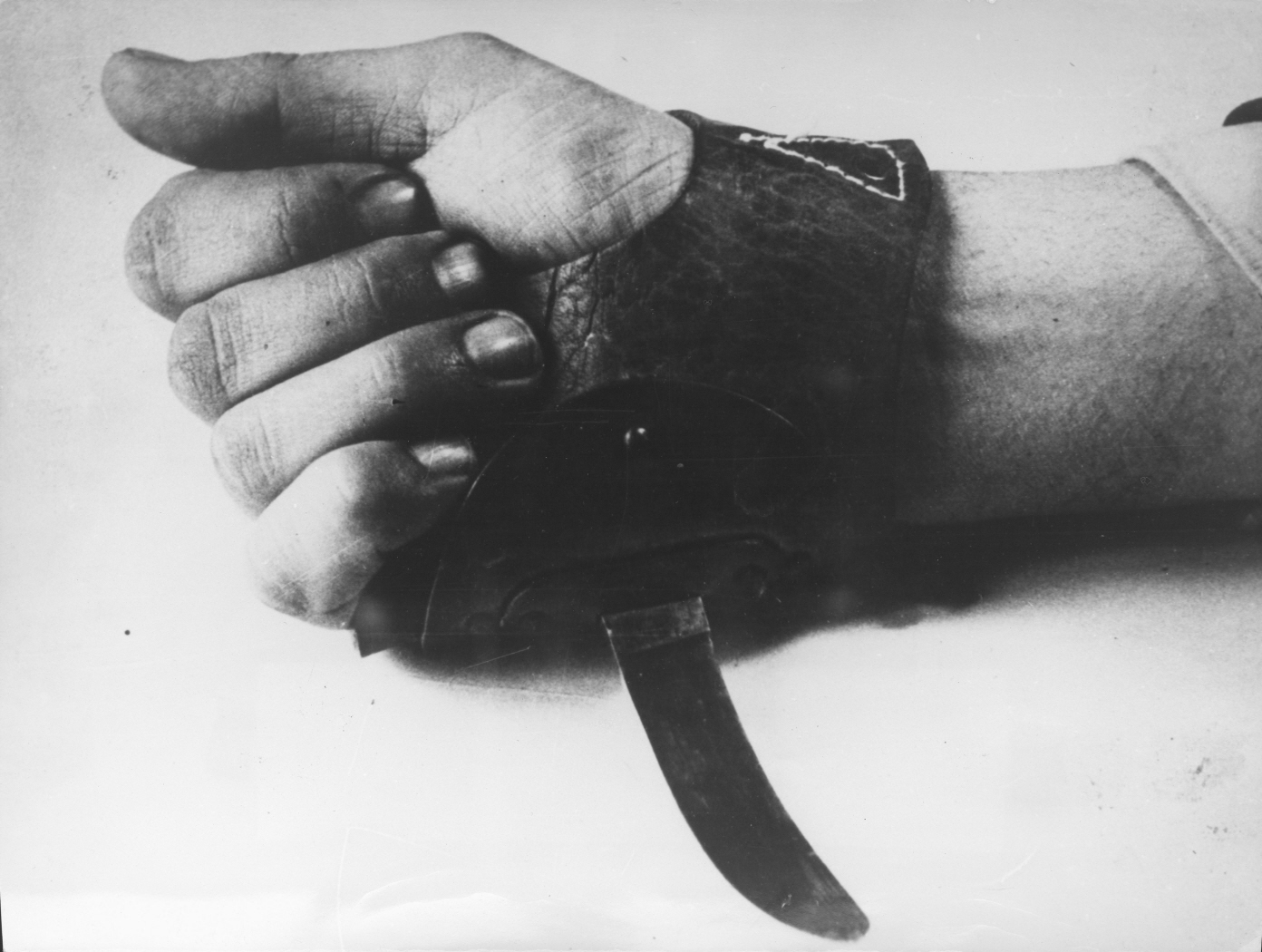
Angelegtes Garbenmesser

Das Garbenmesser ist ein spezielles Messer und Erntewerkzeug, das zum Aufschneiden der gebundenen Getreidegarben vor dem Dreschen verwendet wurde. Die Benutzung von Garbenmessern brachte eine Arbeitsersparnis, weil die Drescharbeiter die Garben aufschneiden konnten, wobei ihre Hände zum Greifen frei blieben.

## Beschreibung
Das Garbenmesser besteht aus einem breiten Lederriemen mit Stahlbeschlag, an dem eine etwa 6,5 cm lange gebogene Stahlklinge angeschweißt ist. Der entsprechend einem Handgelenk gewölbte Beschlag wurde an ein ledernes Armband angenietet. Zur sicheren Befestigung an der Hand oder am Handgelenk diente ein verstellbarer Schnallenverschluss. Einfachere Modelle von Garbenmessern bestehen aus einem Riemen (aus Leder), der um die Hand geführt wird, und einer gebogenen Klinge von etwa 5 bis 7 cm Länge.

## Waffe

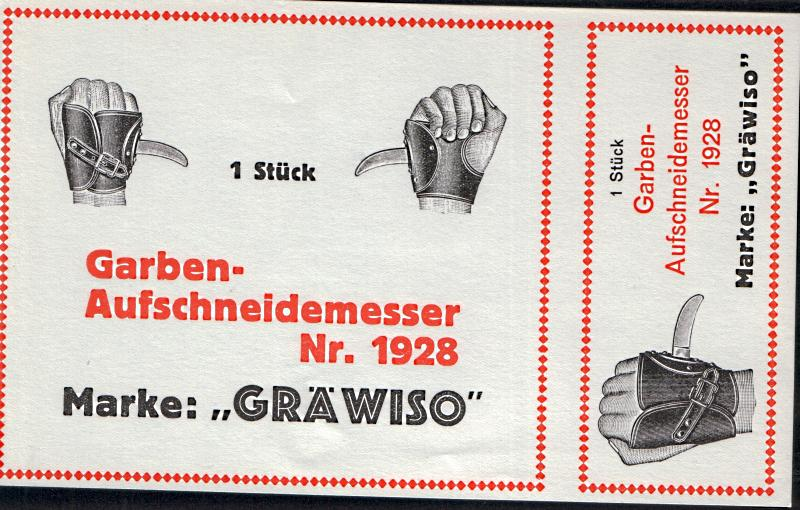
Garben-Aufschneidemesser der Marke Gräwiso (Gebrüder Gräfrath, Solingen-Widdert)

Während des Zweiten Weltkriegs sollen Garbenmesser (der Marke Gräwiso) im KZ Jasenovac als Waffe zur Massentötung von Häftlingen eingesetzt worden sein.